# Mirosław Sopalak
Mirosław Sopalak (ur. 8 sierpnia 1932 w Sosnowcu, zm. 24 listopada 1986 w Gorzowie Wielkopolskim) – polski nauczyciel, działacz partyjny i państwowy, od 1985 do śmierci wicewojewoda gorzowski.

## Życiorys
Syn Jana i Józefy. Z zawodu nauczyciel historii, zajmował się także regionalistyką. Pracował jako nauczyciel w szkole podstawowej w Żaganiu i od 1960 do 1962 jako wicedyrektor liceum ogólnokształcącego w tym mieście. Od 1975 był pierwszym prezesem Gorzowskiego Towarzystwa Kultury, kierował także zarządem wojewódzkim Ligi Obrony Kraju.
W 1955 wstąpił do Polskiej Zjednoczonej Partii Robotniczej. Początkowo związany z Komitetem Powiatowym PZPR w Żaganiu jako członek egzekutywy i sekretarz ds. propagandy (1962–1970). Następnie był sekretarzem ds. propagandy w KP w Słubicach (1970–1971) oraz I sekretarzem KP PZPR we Wschowie (1972–1975). Od 1975 związany z Komitetem Wojewódzkim PZPR w Gorzowie Wielkopolskim, od 1975 należał do jego egzekutywy, a od 1977 – do jego sekretariatu. Od 1978 do 1981 był sekretarzem KW PZPR, a od 1982 do 1985 kierował w nim Wydziałem Administracyjnym. W listopadzie 1985 powołany na stanowisko wicewojewody gorzowskiego, zajmował je aż do śmierci.
Był żonaty z Reginą. Został pochowany w Zaułku Poetów na Cmentarz Komunalny w Gorzowie Wielkopolskim.